# St Theresa’s F.C.
St Theresas F.C. – gibraltarski klub piłkarski z siedzibą w Gibraltarze.

## Historia
Chronologia nazw:
- 19??: St Theresas F.C.
- 2005: klub rozwiązano

St Theresas F.C. został założony w latach osiemdziesiątych XX wieku w Gibraltarze. W sezonie 1986/87 zespół zdobył swój pierwszy tytuł mistrzowski. Przez następne lata klub jeszcze dwukrotnie był najlepszym w Gibraltarze. W 1995 zwyciężył w rozgrywkach o puchar kraju. W 1998 zdobył ostatnie mistrzostwo, a sezon później, jako aktualny mistrz wycofał się z rozgrywek.
Dwa lata później, w sezonie 2001/02 klub ponownie zgłosił się do rozgrywek i był w stanie natychmiast zająć trzecie mistrzostwo dywizji i awansować do drugiej ligi, gdzie w kolejnym sezonie był trzecim w tabeli. Sezon później udało zostać wicemistrzem drugiej ligi i zdobyć ponownie awans do najwyższej ligi w Gibraltarze, gdzie ostatni klub grał w 1999 roku. Powrót do pierwszej ligi był nieudanym, w sezonie 2004/05 klub został sklasyfikowany na ostatnim 6.miejscu i spadł z powrotem do drugiej ligi. Jednak potem klub nie przystąpił do żadnych rozgrywek i został rozwiązany.

## Sukcesy

### Trofea międzynarodowe
Nie uczestniczył w rozgrywkach europejskich (stan na 31-05-2014).

### Trofea krajowe
| \| \| Zdobyte trofea w rozgrywkach Gibraltaru (stan na: 31-05-2014) \| |                                                               |      |                           |
| Rozgrywki                                                              | Osiągnięcie                                                   | Razy | Sezon(y)                  |
| · Mistrzostwo                                                          | I miejsce                                                     | 3    | 1986/87, 1987/88, 1997/98 |
| · Mistrzostwo                                                          | II miejsce                                                    | ?    | ...                       |
| · Mistrzostwo                                                          | III miejsce                                                   | ?    | ..., 1994/95              |
| Puchar                                                                 | zdobywca                                                      | 1    | 1994/95                   |
| Puchar                                                                 | finalista                                                     | ?    | ...                       |
| II liga                                                                | I miejsce                                                     | ?    | ...                       |
| II liga                                                                | II miejsce                                                    | ?    | ...                       |
| II liga                                                                | III miejsce                                                   | ?    | ...                       |
| Gibraltar                                                              | Zdobyte trofea w rozgrywkach Gibraltaru (stan na: 31-05-2014) |      |                           |

## Stadion
Klub rozgrywał swoje mecze domowe na Victoria Stadium w Gibraltarze, który może pomieścić 2,249 widzów.